# Léo Garoyan
Léo Garoyan, né le 14 mars 2000, est un coureur cycliste français pratiquant le BMX. Il est notamment devenu champion du monde espoirs en 2022.

## Carrière
Léo Garoyan commence le BMX à l'âge de 4 ans, originaire de Draguignan il rejoint au lycée la ville d'Aix en Provence pour s'entrainer avec Simon Duchene. Par la suite il rejoint le pôle France jeune à Bourges et y rejoint son entraineur Simon Marchal c'est alors en 2018 que ses résultats explosent en rejoigant le club de Bmx Sarrians, il devient alors champion de France, champion d'Europe et champion du Monde Junior. Il intègre alors le pôle olympique à Saint Quentin en Yvelines. Par la suite plusieurs sélections en équipe de France. Une qualification aux championnats d'Europe et du monde lors de sa première année chez les élites, malheureusement une blessure l'empêchera de participer. En 2021, il termine septième des championnats d'Europe espoirs et remporte la médaille d'or du contre-la-montre par équipes aux championnats d'Europe à Zolder.

## Palmarès en BMX

### Championnats du monde
- Bakou 2018
  -  Champion du monde de BMX juniors
- Nantes 2022
  -  Champion du monde de BMX espoirs
- Glasgow 2023
  - 7e du BMX

### Coupe du monde
Élites
- 2021 : 17e du classement général
- 2023 : 14e du classement général
- 2024 : 54e du classement général

Espoirs
- 2022 : 1er du classement général, vainqueur de quatre manches

### Championnats d'Europe
- Glasgow 2018
  -  Champion d'Europe de BMX juniors
- Zolder 2021
  -  Champion d'Europe du contre-la-montre par équipes en BMX
- Dessel 2022
  -  Champion d'Europe du contre-la-montre par équipes en BMX
- Besançon 2023
  -  Médaillé d'argent du contre-la-montre par équipes en BMX

### Coupe d'Europe
- 2018 (juniors) : 1er du classement général
- 2023 : vainqueur d'une manche

### Championnats de France
- 2018
  -  Champion de France de BMX juniors
  -  Champion de France du contre-la-montre en BMX juniors
- 2022
  - 2e du BMX espoirs
  - 2e du contre-la-montre BMX espoirs
- 2023
  -  Champion de France du contre-la-montre en BMX